# Astronesthes leucopogon
Astronesthes leucopogon är en fiskart som beskrevs av Regan och Ethelwynn Trewavas 1929. Astronesthes leucopogon ingår i släktet Astronesthes och familjen Stomiidae. Inga underarter finns listade.